# تیم ملی فوتبال زنان ترکمنستان
تیم ملی فوتبال زنان ترکمنستان (انگلیسی: Turkmenistan women's national football team) نماینده فوتبال زنان این کشور در رده ملی است و تحت نظارت فدراسیون فوتبال ترکمنستان قرار دارد.